# ARN polimerasa II

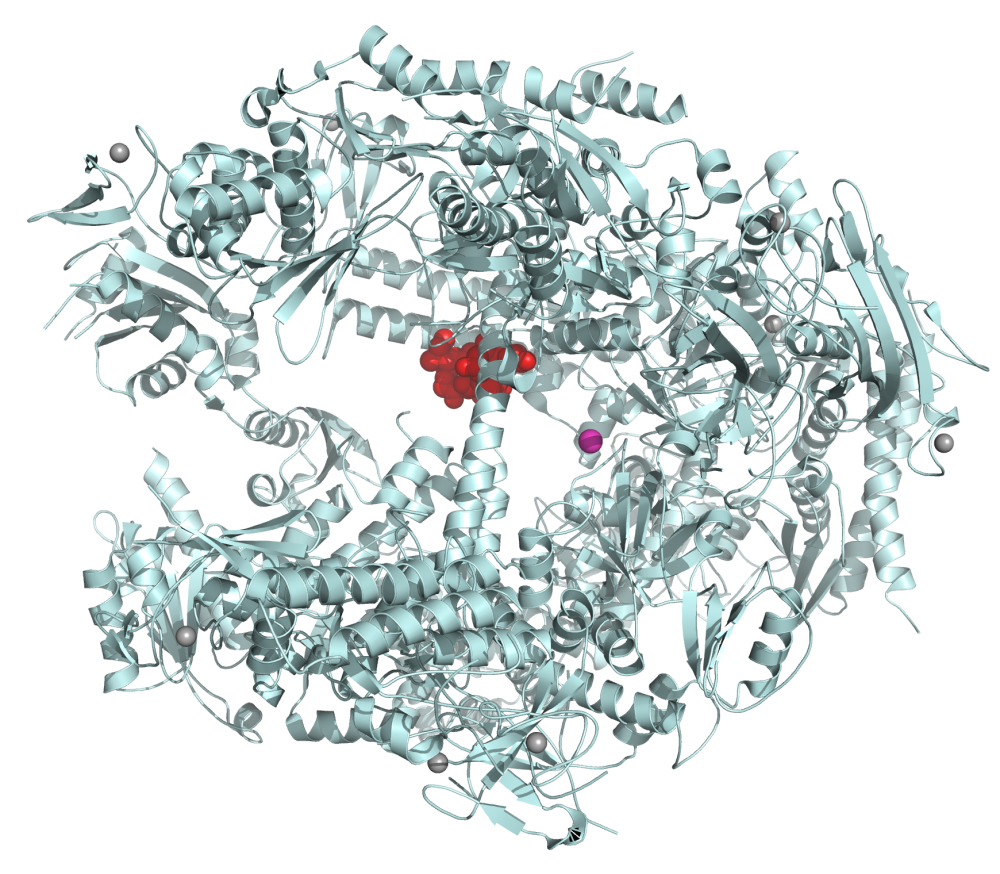
Estructura de la ARN polimerasa II. Leyenda:
RNA polimerasa II.
sitio activo, catión magnesio.
alfaamanitina.
cationes de cinc.

La ARN polimerasa II, a veces abreviada como ARN pol II, es una enzima de eucariotas que cataliza la transcripción del ADN a precursores de ARN mensajero, microARNs y otros tipos de ácido ribonucleico. Se trata de complejo multienzimático de 12 subunidades con una masa molecular de 550 kDa. Su unión a las secuencias promotoras de la expresión génica depende de la presencia de factores de transcripción. Como enzima, se trata de una nucleotidil transferasa capaz de añadir, en ausencia de cebador, un nuevo residuo a un ribonucleótido en su extremo 3'. El estudio de su estructura le valió el premio Nobel de química a Roger Kornberg en 2006.